# Unione Sportiva Cremonese 1983-1984
Questa voce raccoglie le informazioni riguardanti l'Unione Sportiva Cremonese nelle competizioni ufficiali della stagione 1983-1984.

## Stagione
Nella stagione 1983-1984 la Cremonese ha disputato il campionato di Serie B, classificandosi al terzo posto con 45 punti e ottenendo la promozione in Serie A insieme al Como, secondo con 48 punti, e all'Atalanta, prima classificata con 49 punti. Sono passati 54 anni dall'ultimo campionato di Serie A. Dalla delusione di Varese del 12 giugno scorso con la promozione buttata alle ortiche, alla festa del 3 giugno di questa stagione, nel (3-3) interno con il Palermo, che ha sancito il ritorno in Serie A. La squadra del presidente Domenico Luzzara e dell'allenatore Emiliano Mondonico sale in Serie A in un terzetto tutto lombardo. Due gli attaccanti grigiorossi sugli scudi, Gianluca Vialli con 12 reti, di cui 2 in Coppa Italia e 10 in campionato, e Marco Nicoletti con 9 reti.
Nella Coppa Italia la Cremonese disputa il primo girone di qualificazione, che promuove agli ottavi di finale la Sampdoria e la Triestina. Con 7 punti la Cremonese arriva prima con le due promosse, ma con una differenza reti peggiore.

## Divise e sponsor

L'emergente Gianluca Vialli, 37 gare e 10 gol nel suo ultimo campionato a Cremona, qui esulta per la sua rete nella vittoria interna sul dell'11 dicembre 1983, giocata dai padroni di casa con una divisa alternativa rossa.

Lo sponsor tecnico per la stagione 1983-1984 fu Puma, mentre lo sponsor ufficiale Grana Padano.
| Casa | trasferta | Alternativa |

## Rosa
| N. |                   | Ruolo | Calciatore             |
| -- | ----------------- | ----- | ---------------------- |
|    | Italia (bandiera) | C     | Claudio Bencina        |
|    | Italia (bandiera) | C     | Fulvio Bonomi          |
|    | Italia (bandiera) | D     | Roberto Bruno          |
|    | Italia (bandiera) | C     | Francesco Della Monica |
|    | Italia (bandiera) | D     | Antonio Di Curzio      |
|    | Italia (bandiera) | P     | Giulio Drago           |
|    | Italia (bandiera) | C     | Giancarlo Finardi      |
|    | Italia (bandiera) | C     | Gianluigi Galbagini    |
|    | Italia (bandiera) | C     | Romano Galvani         |
|    | Italia (bandiera) | D     | Felice Garzilli        |

| N. |                   | Ruolo | Calciatore        |
| -- | ----------------- | ----- | ----------------- |
|    | Italia (bandiera) | C     | Graziano Mazzoni  |
|    | Italia (bandiera) | D     | Mario Montorfano  |
|    | Italia (bandiera) | A     | Marco Nicoletti   |
|    | Italia (bandiera) | A     | Massimo Palano    |
|    | Italia (bandiera) | D     | Sergio Paolinelli |
|    | Italia (bandiera) | P     | Antonio Rigamonti |
|    | Italia (bandiera) | A     | Gianluca Vialli   |
|    | Italia (bandiera) | C     | Walter Viganò     |
|    | Italia (bandiera) | D     | Fulvio Zuccheri   |

## Risultati

### Serie B

#### Girone di andata
| Arbitro: | Ballerini (La Spezia) |

|                |           |               |
| Di Michele 47’ | Marcatori | 18’ Nicoletti |

| Arbitro: | Polacco (Conegliano) |

|                |           |  |
| Montorfano 65’ | Marcatori |  |

| Arbitro: | Menicucci (Firenze) |

|             |           |             |
| Luperto 27’ | Marcatori | 90’ Finardi |

| Arbitro: | Altobelli (Roma) |

|                         |           |             |
| Nicoletti 7’ Vialli 54’ | Marcatori | 68’ Faccini |

| Cremona 9 ottobre 1983 5ª giornata | Cremonese                   | 0 – 0 | Padova | Stadio Giovanni Zini\| Arbitro: \| Pellicanò (Reggio Calabria) \| |
| Arbitro:                           | Pellicanò (Reggio Calabria) |       |        |                                                                   |

| Arbitro: | Pezzella (Frattamaggiore) |

|            |           |  |
| Polenta 3’ | Marcatori |  |

| Arbitro: | Sguizzato (Verona) |

|                           |           |  |
| Paolinelli 66’ Vialli 75’ | Marcatori |  |

| Arbitro: | Ciulli (Roma) |

|  |           |            |
|  | Marcatori | 44’ Vialli |

| Arbitro: | Casarin (Milano) |

|                                            |           |  |
| Finardi 26’ Della Monica 30’ Galbagini 61’ | Marcatori |  |

| Arbitro: | Redini (Pisa) |

|             |           |            |
| Garlini 44’ | Marcatori | 8’ Bencina |

| Arbitro: | Angelelli (Terni) |

|  |           |                         |
|  | Marcatori | 30’ Romano 61’ De Falco |

| Arbitro: | Lombardo (Marsala) |

|            |           |  |
| Marino 87’ | Marcatori |  |

| Arbitro: | Lanese (Messina) |

|                  |           |            |
| Maestripieri 18’ | Marcatori | 68’ Vialli |

| Arbitro: | Tubertini (Bologna) |

|                               |           |            |
| Vialli 49’ Finardi 79’ (rig.) | Marcatori | 11’ Marino |

| Cremona 18 dicembre 1983 15ª giornata | Cremonese         | 0 – 0 | Como | Stadio Giovanni Zini\| Arbitro: \| Mattei (Macerata) \| |
| Arbitro:                              | Mattei (Macerata) |       |      |                                                         |

| Arbitro: | Paparesta (Bari) |

|  |           |            |
|  | Marcatori | 49’ Viganò |

| Arbitro: | Vitali (Bologna) |

|                                        |           |                          |
| Nicoletti 18’, 70’ D'Arrigo 45’ (aut.) | Marcatori | 29’ Calonaci 80’ Zennaro |

| Palermo 15 gennaio 1984 18ª giornata | Palermo          | 0 – 0 | Cremonese | Stadio La Favorita\| Arbitro: \| Benedetti (Roma) \| |
| Arbitro:                             | Benedetti (Roma) |       |           |                                                      |

| Arbitro: | D'Elia (Salerno) |

|                                    |           |             |
| Mazzoni 16’ Finardi 56’ Vialli 77’ | Marcatori | 19’ Gozzoli |

#### Girone di ritorno
| Arbitro: | Coppetelli (Tivoli) |

|               |           |  |
| Nicoletti 73’ | Marcatori |  |

| Arezzo 5 febbraio 1984 21ª giornata | Arezzo           | 0 – 0 | Cremonese | Stadio Comunale\| Arbitro: \| Altobelli (Roma) \| |
| Arbitro:                            | Altobelli (Roma) |       |           |                                                   |

| Cremona 12 febbraio 1984 22ª giornata | Cremonese                  | 0 – 0 | Lecce | Stadio Giovanni Zini\| Arbitro: \| Esposito (Torre del Greco) \| |
| Arbitro:                              | Esposito (Torre del Greco) |       |       |                                                                  |

| Arbitro: | Sguizzato (Verona) |

|             |           |  |
| Fiorini 54’ | Marcatori |  |

| Arbitro: | Pieri (Genova) |

|           |           |                             |
| Massi 32’ | Marcatori | 59’ Galbagini 64’ Nicoletti |

| Arbitro: | Pellicanò (Reggio Calabria) |

|                            |           |                                       |
| Finardi 25’ Paolinelli 50’ | Marcatori | 30’ Caputi 79’ Rebonato 90’ G. Tacchi |

| Arbitro: | Redini (Pisa) |

|           |           |  |
| Mutti 68’ | Marcatori |  |

| Arbitro: | Altobelli (Roma) |

|                                               |           |  |
| Vialli 23’ Finardi 48’ Galvani 50’ Vialli 55’ | Marcatori |  |

| Varese 1º aprile 1984 28ª giornata | Varese        | 0 – 0 | Cremonese | Stadio Franco Ossola\| Arbitro: \| Ciulli (Roma) \| |
| Arbitro:                           | Ciulli (Roma) |       |           |                                                     |

| Cremona 8 aprile 1984 29ª giornata | Cremonese      | 0 – 0 | Cesena | Stadio Giovanni Zini\| Arbitro: \| Leni (Perugia) \| |
| Arbitro:                           | Leni (Perugia) |       |        |                                                      |

| Arbitro: | Bergamo (Livorno) |

|               |           |           |
| Chiarenza 80’ | Marcatori | 62’ Bruno |

| Arbitro: | Pezzella (Frattamaggiore) |

|                          |           |          |
| Viganò 14’ Nicoletti 78’ | Marcatori | 81’ Bivi |

| Arbitro: | Redini (Pisa) |

|                                  |           |  |
| Finardi 84’ (rig.) Nicoletti 88’ | Marcatori |  |

| Cagliari 6 maggio 1984 33ª giornata | Cagliari      | 0 – 0 | Cremonese | Stadio Sant'Elia\| Arbitro: \| Longhi (Roma) \| |
| Arbitro:                            | Longhi (Roma) |       |           |                                                 |

| Arbitro: | Lo Bello (Siracusa) |

|             |           |            |
| Todesco 24’ | Marcatori | 32’ Vialli |

| Arbitro: | Leni (Perugia) |

|                                     |           |              |
| Viganò 41’ Nicoletti 48’ Viganò 76’ | Marcatori | 69’ De Nadai |

| Arbitro: | Barbaresco (Cormons) |

|             |           |  |
| Zennaro 69’ | Marcatori |  |

| Arbitro: | Ciulli (Roma) |

|                                          |           |                                                   |
| Bonomi 7’ Vialli 37’Volpecina 75’ (aut.) | Marcatori | 49’ De Biasi 78’ (rig.) De Stefanis 84’ Volpecina |

| Arbitro: | Ballerini (La Spezia) |

|                            |           |             |
| G. Pagliari 20’ Amenta 61’ | Marcatori | 14’ Galvani |

### Coppa Italia

#### Primo turno
| Arbitro: | Sguizzato (Verona) |

|                           |           |  |
| Garritano 57’ Manfrin 90’ | Marcatori |  |

| Arbitro: | Pellicanò (Reggio Calabria) |

|                         |           |               |
| Finardi 49’ (rig.), 77’ | Marcatori | 34’ F. Romano |

| Arbitro: | Leni (Perugia) |

|                |           |                                           |
| Kieft 16’, 84’ | Marcatori | 68’ Mazzoni 69’ Vialli 83’ (rig.) Finardi |

| Cremona 31 agosto 1983 4ª giornata | Cremonese           | 0 – 0 | Sampdoria | Stadio Giovanni Zini\| Arbitro: \| Lo Bello (Siracusa) \| |
| Arbitro:                           | Lo Bello (Siracusa) |       |           |                                                           |

| Arbitro: | Tubertini (Bologna) |

|                                                |           |                       |
| Galvani 7’ Bonomi 30’ Vialli 31’ Polinelli 83’ | Marcatori | 44’ Liguori 86’ Arena |

## Statistiche

### Statistiche di squadra
| Competizione | Punti | In casa | In casa | In casa | In casa | In casa | In casa | In trasferta | In trasferta | In trasferta | In trasferta | In trasferta | In trasferta | Totale | Totale | Totale | Totale | Totale | Totale | DR  |
| Competizione | Punti | G       | V       | N       | P       | Gf      | Gs      | G            | V            | N            | P            | Gf           | Gs           | G      | V      | N      | P      | Gf     | Gs     | DR  |
| ------------ | ----- | ------- | ------- | ------- | ------- | ------- | ------- | ------------ | ------------ | ------------ | ------------ | ------------ | ------------ | ------ | ------ | ------ | ------ | ------ | ------ | --- |
| Serie B      | 45    | 19      | 12      | 5       | 2       | 33      | 15      | 19           | 3            | 10           | 6            | 11           | 14           | 38     | 15     | 15     | 8      | 44     | 29     | +15 |
| Coppa Italia | 7     | 3       | 2       | 1       | 0       | 6       | 3       | 2            | 1            | 0            | 1            | 3            | 4            | 5      | 3      | 1      | 1      | 9      | 7      | +2  |
| Totale       |       | 22      | 14      | 6       | 2       | 39      | 18      | 21           | 4            | 10           | 7            | 14           | 18           | 43     | 18     | 16     | 9      | 53     | 36     | +17 |

### Statistiche dei giocatori
| Giocatore       | Serie B  | Serie B | Serie B     | Serie B    | Coppa Italia | Coppa Italia | Coppa Italia | Coppa Italia | Totale   | Totale | Totale      | Totale     |
| Giocatore       | Presenze | Reti    | Ammonizioni | Espulsioni | Presenze     | Reti         | Ammonizioni  | Espulsioni   | Presenze | Reti   | Ammonizioni | Espulsioni |
| --------------- | -------- | ------- | ----------- | ---------- | ------------ | ------------ | ------------ | ------------ | -------- | ------ | ----------- | ---------- |
| C. Bencina      | 36       | 1       | ?           | ?          | ?            | ?            | ?            | ?            | 36+      | 1+     | ?           | ?          |
| F. Bonomi       | 29       | 1       | ?           | ?          | ?            | ?            | ?            | ?            | 29+      | 1+     | ?           | ?          |
| R. Bruno        | 11       | 1       | ?           | ?          | ?            | ?            | ?            | ?            | 11+      | 1+     | ?           | ?          |
| F. Della Monica | 25       | 1       | ?           | ?          | ?            | ?            | ?            | ?            | 25+      | 1+     | ?           | ?          |
| A. Di Curzio    | 6        | 0       | ?           | ?          | ?            | ?            | ?            | ?            | 6+       | 0+     | ?           | ?          |
| G. Drago        | 37       | -27     | ?           | ?          | ?            | ?            | ?            | ?            | 37+      | -27+   | ?           | ?          |
| G. Finardi      | 33       | 7       | ?           | ?          | ?            | ?            | ?            | ?            | 33+      | 7+     | ?           | ?          |
| G. Galbagini    | 23       | 2       | ?           | ?          | ?            | ?            | ?            | ?            | 23+      | 2+     | ?           | ?          |
| R. Galvani      | 22       | 2       | ?           | ?          | ?            | ?            | ?            | ?            | 22+      | 2+     | ?           | ?          |
| F. Garzilli     | 31       | 0       | ?           | ?          | ?            | ?            | ?            | ?            | 31+      | 0+     | ?           | ?          |
| G. Mazzoni      | 30       | 1       | ?           | ?          | ?            | ?            | ?            | ?            | 30+      | 1+     | ?           | ?          |
| M. Montorfano   | 34       | 1       | ?           | ?          | ?            | ?            | ?            | ?            | 34+      | 1+     | ?           | ?          |
| M. Nicoletti    | 37       | 9       | ?           | ?          | ?            | ?            | ?            | ?            | 37+      | 9+     | ?           | ?          |
| M. Palano       | 6        | 0       | ?           | ?          | ?            | ?            | ?            | ?            | 6+       | 0+     | ?           | ?          |
| S. Paolinelli   | 36       | 2       | ?           | ?          | ?            | ?            | ?            | ?            | 36+      | 2+     | ?           | ?          |
| A. Rigamonti    | 1        | -2      | ?           | ?          | ?            | ?            | ?            | ?            | 1+       | -2+    | ?           | ?          |
| G. Vialli       | 37       | 10      | ?           | ?          | ?            | ?            | ?            | ?            | 37+      | 10+    | ?           | ?          |
| W. Viganò       | 36       | 4       | ?           | ?          | ?            | ?            | ?            | ?            | 36+      | 4+     | ?           | ?          |
| F. Zuccheri     | 22       | 0       | ?           | ?          | ?            | ?            | ?            | ?            | 22+      | 0+     | ?           | ?          |